# 2015년 함부르크 주의회 선거
2015년 함부르크 주의회 선거는 총 121석의 함부르크 주의회 의석을 선출하기 위해 2015년 2월 15일에 실시되었다. 총 733,551명의 유권자가 투표에 참여하여 투표율 56.5%를 기록하였다. 이 선거에서 독일 사회민주당은 총 58석을 얻어 제1당을 유지하였지만 과반 의석은 놓치게 되었다. 독일 기독교 민주연합은 사상 큰 지지율 하락으로 의석수가 크게 줄었고 군소 정당들이 득표율이 증가하여 의석수가 증가하였다. 독일을 위한 대안은 5%를 넘어 의석수를 할당받게 되었다.